# Großsteingräber bei Stegelitz
Die Großsteingräber bei Stegelitz sind zwei megalithische Grabanlagen der jungsteinzeitlichen Trichterbecherkultur bei Stegelitz, einem Ortsteil von Flieth-Stegelitz im Landkreis Uckermark (Brandenburg). Grab 2 trägt die Sprockhoff-Nummer 454 und wird in der Literatur teilweise auch als Großsteingrab Suckow geführt.

## Benennung und Nummerierung
Grab 2 ist in der Literatur gelegentlich unter Suckow geführt, so etwa bei Ernst Sprockhoff. Ewald Schuldt macht in Die mecklenburgischen Megalithgräber fehlerhafte Angaben: Er führt unter den laufenden Nummern 1069–1072 insgesamt vier Gräber auf. Das von Sprockhoff beschriebene Grab führt er unter dem Namen Stegelitz und der Nummer 1069. Unter der Nummer 1070 und dem Fundort Suckow führt er einen Großdolmen an, bei dem es sich aber tatsächlich um dasselbe Grab handelt. Unter 1071 und 1072 und dem Fundort Suckow führt er noch zwei Steinkisten auf. Bei 1071 dürfte es sich um das Großsteingrab 1 handeln. 1072 bezeichnet eine zerstörte Steinkiste. Eberhard Kirsch und Hans-Jürgen Beier führen all diese Fundorte unter Stegelitz auf.
| Fundplatz-Nr. | Sprockhoff (1967) | Schuldt (1972), lfd. Nr. | Beier (1991) | Kirsch (1993), lfd. Nr. | Anmerkung                                                     |
| ------------- | ----------------- | ------------------------ | ------------ | ----------------------- | ------------------------------------------------------------- |
| Stegelitz 8   | –                 | 1071(?)                  | Stegelitz 1  | 794                     | Großsteingrab                                                 |
| Stegelitz 27  | Suckow (454)      | 1069/1070                | Stegelitz 2  | 795                     | Großsteingrab, bei Schuldt irrtümlich als zwei Gräber geführt |
| Stegelitz 39  | –                 | 1072                     | Stegelitz 3  | 796                     | Steinkiste                                                    |

## Lage
Grab 1 befindet sich knapp 1 km westlich von Stegelitz, nördlich der Straße nach Groß Fredenwalde auf einem Feld inmitten einer bronzezeitlichen Hügelgräbergruppe. Grab 2 liegt 3,3 km südöstlich hiervon, knapp 2 km südlich von Stegelitz und 500 m östlich der A 11 am Rand des Suckower Forstes, kurz vor der Gemeindegrenze. In der Umgebung von Stegelitz sind noch mehrere weitere Hügelgräbergruppen sowie eine zerstörte trichterbecherzeitliche Steinkiste bekannt.

## Beschreibung

### Grab 1

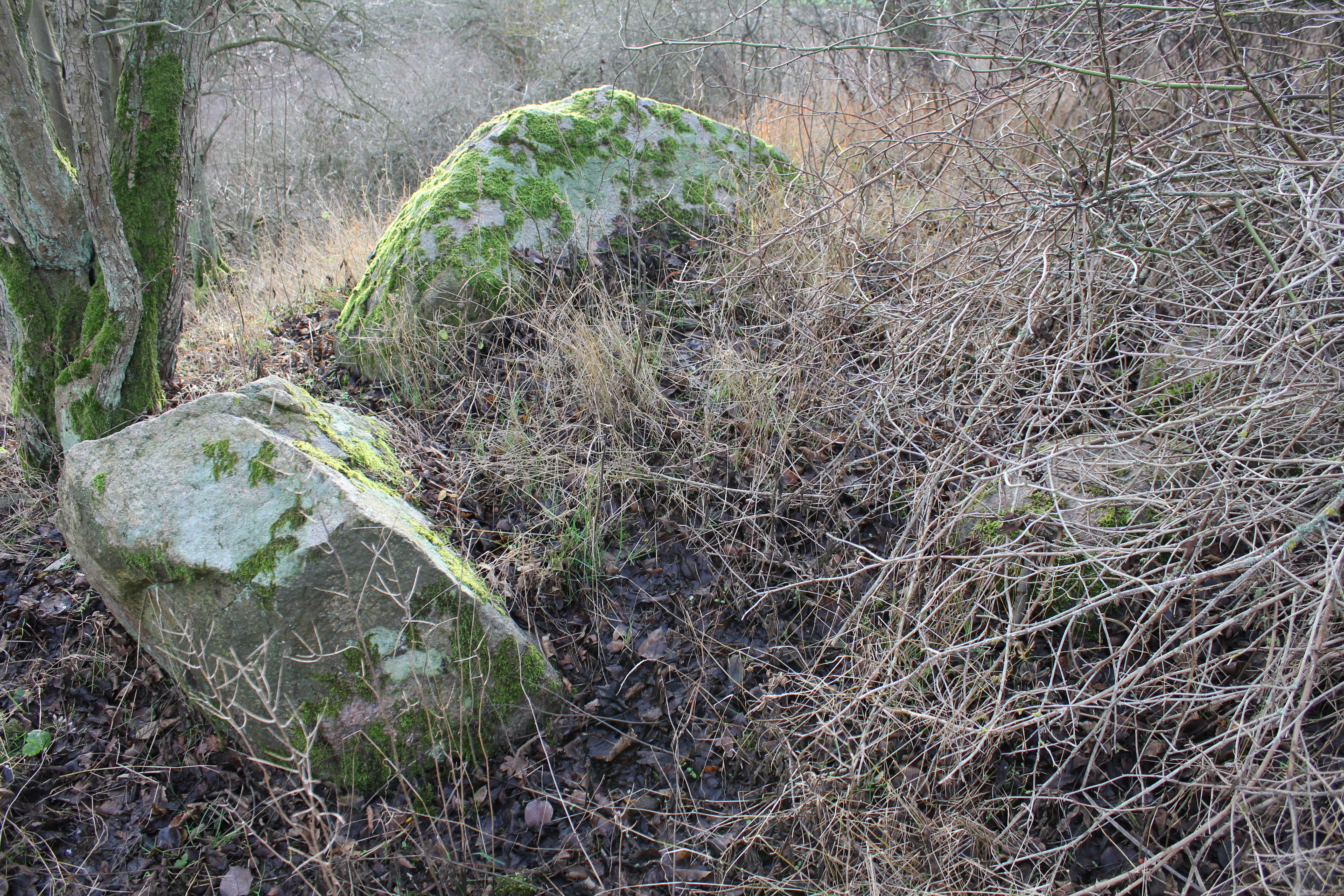
Grabkammer Stegelitz Grab 1

Grab 1 besitzt ein ost-westlich (?) orientiertes Hünenbett mit einer Länge von 35 m und einer Breite zwischen 13 m und 14 m. Die Hügelschüttung ist noch 1,6 m bis 4 m hoch erhalten. Im Ostteil liegt die Grabkammer. Sie besteht noch aus einigen Wandsteinen und ist an der Westseite offen. Der oder die Deckstein(e) fehlen. Über Maße, Ausrichtung und Typ der Kammer liegen keine Informationen vor.

### Grab 2

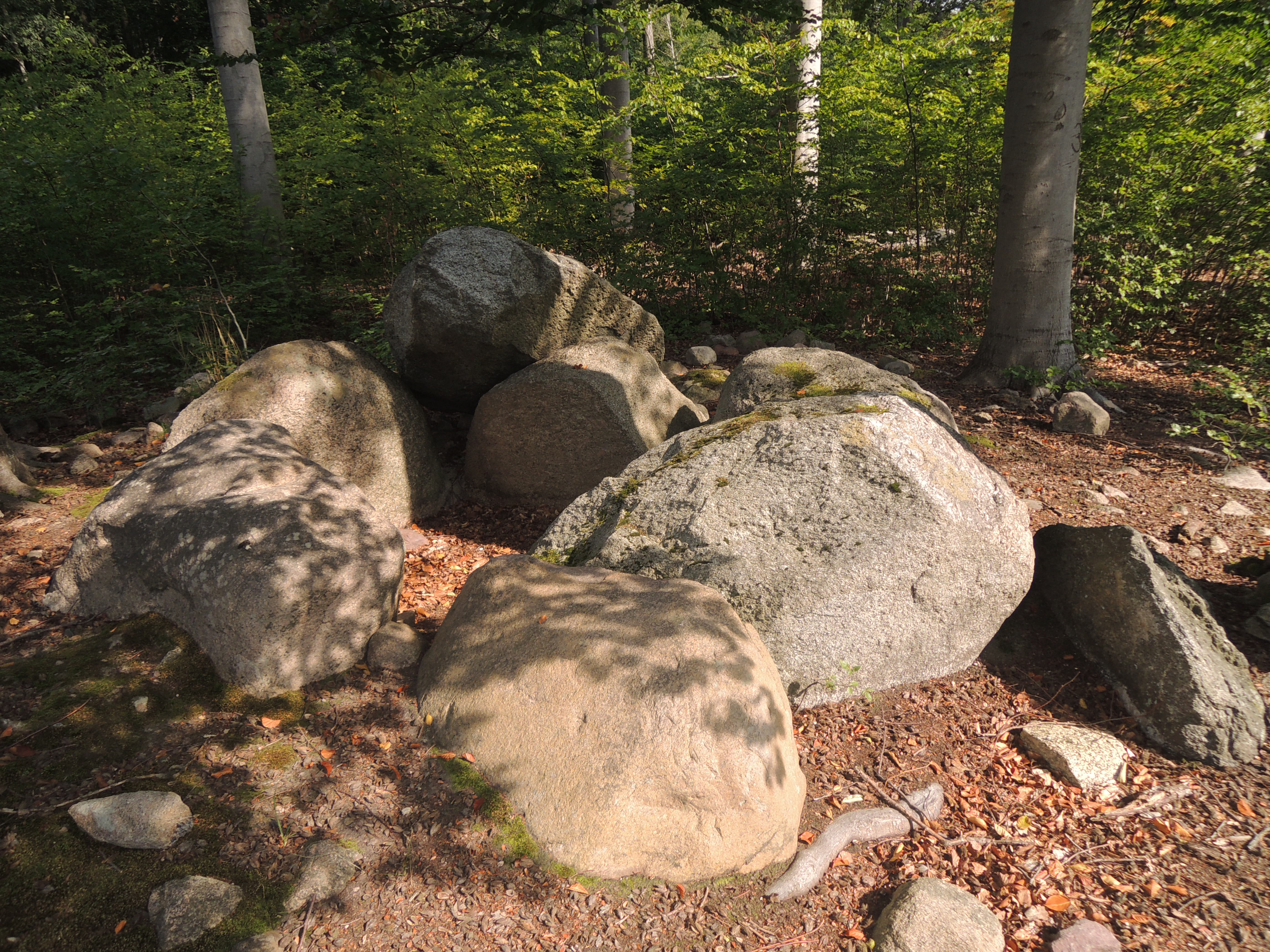
Grabkammer Stegelitz Grab 2

Das Grab besitzt einen Rollsteinhügel mit einem Durchmesser von 8 m, der noch etwa 0,75 m hoch erhalten ist. In dem Hügel ruht eine nordost-südwestlich orientierte Grabkammer, bei der es sich um einen erweiterten Dolmen handelt (nach Hans-Jürgen Beier ein erweiterter Dolmen oder eine Rampenkiste). Sämtliche Wandsteine stehen noch in situ. Es handelt sich um jeweils zwei Steine an den Langseiten, einen Abschlussstein an der nordöstlichen Schmalseite und einen schräg gestellten, schmalen Stein an der südwestlichen Schmalseite, der diese nur zur Hälfte verdeckt und somit einen Zugang frei lässt. Die beiden Decksteine sind noch vorhanden, aber verlagert. Einer ist ins Innere der Kammer gestürzt, der andere liegt halb abgewälzt an der östlichen Außenseite. Die Kammer hat eine Länge von 2,5 m und eine Breite zwischen 1,25 m und 1,5 m.
1910 führte J. O. v. d. Hagen eine Sondagegrabung durch. Er konnte feststellen, dass die Kammer auf einem Lehm-Pflaster errichtet wurde und bereits beraubt worden war. Er konnte keine Bestattungsreste oder Grabbeigaben mehr feststellen.